# Florence Mills
Florence Mills, född Florence Winfrey den 25 januari 1896 (eller 1895) i Washington D.C., död den 1 november 1927 i New York, var en amerikansk sångerska, dansös och komiker. Hon slog igenom i broadwaymusikalen Shuffle Along 1921, där hon med 200 föreställningar kvar tog över huvudrollen som Ruth Little från Gertrude Saunders. Hon uppträdde därefter i ett antal revyer/musikaler bland vilka märks Plantation Revue (1922), From Dover Street to Dixie (1923), Dixie Street to Broadway (1924) och Blackbirds (1926). Den senare framfördes även i London (med Prinsen av Wales som flerfaldig åskådare), Paris och andra europeiska städer.

## Eftermäle
Duke Ellington komponerade Black Beauty 1928 till hennes minne och den 14 november 1927 spelade Fats Waller in flera låtar (Florence, Gone but not Forgotten - Florence Mills, Bye Bye Florence, You Live on in Memory och Memories of Florence Mills).
Den 8 december 1976 utsågs "Florence Mills House" i New York som ett National Historic Landmark, men utnämningen drogs tillbaka den 16 januari 2009, när det visats att det inte var i detta hus hon bott, utan i ett hus med samma nummer, men två gator bort (detta hus var dock så kraftigt ombyggt, och dessutom sammanslaget med grannfastigheten, att en utnämning inte var aktuell).